# Jean-Philippe Dutoit-Membrini
Jean-Philippe Dutoit-Membrini, auch Keleph Ben Nathan (* 27. September 1721 anderes Datum 5. Oktober 1721 in Moudon; † 21. Januar 1793 in Lausanne), war ein Schweizer evangelischer Mystiker.

## Leben

### Familie
Jean-Philippe Dutoit-Membrini war der Sohn von Pierre-Philippe Dutoit-Membrini (* 1698), Grundbesitzer und später Postmeister von Vevey und dessen Ehefrau Suzanne (geb. Membrini); sein Vater hatte eine Neigung zum Pietismus.
Er war zeitlebens unverheiratet.

### Werdegang
Jean-Philippe Dutoit-Membrini immatrikulierte sich an der Académie de Lausanne zu einem Theologiestudium und wurde 1747 ordiniert.
Nach dem Studium war er vorerst einige Monate Lehrer in Straßburg, bis er nach Lausanne zurückkehrte; dort war er ein freier Pfarrer ohne Kirchgemeinde und wandte sich 1752 schwer erkrankt der Mystik zu.
Am 24. Mai 1754 erfolgte seine Ernennung um Unterdiakon in Lausanne und er wurde mit kleinen Predigten und dem Abhalten von Religionsunterricht beauftragt; er trat darauf allerdings bereits am 7. Juni 1754 von seinem Amt zurück. Aufgrund seiner Erkrankung trat er 1760 von jeglicher pastoraler Tätigkeit zurück und begann im gleichen Jahr mit einer intensiven Schreibtätigkeit.

### Geistliches und berufliches Wirken
Jean-Philippe Dutoit-Membrini neigte zum Quietismus und war ein Gegner von Voltaire, der Ende der 1750er Jahre ein Wohnhaus in Lausanne erworben hatte.
Sein Briefverkehr mit den Kreisen von Mystikern rund um Baron von Klinkowström, ein Enkel mütterlicherseits von Samuel von Pufendorf, und Graf Johann Friedrich von Fleischbein (1700–1774), der auch mit Johann Heinrich Müslin und Charles Hector de Saint George Marquis de Marsay in Verbindung stand und dem das Schloss Hayn im Dorf Hainchen gehörte, missfiel der Berner Regierung, aber dennoch attestierte ihm die Lausanner Akademie 1767 Orthodoxie in Doktrin und Lebenswandel; im gleichen Jahr liess er sich in Genf nieder.
In Genf wurde er 1769 wegen seiner Ideen einer Untersuchung unterzogen und alle seine Papiere und Bücher wurden beschlagnahmt, unter anderem auch die Schriften und Briefe von Jeanne-Marie Bouvier de La Motte Guyon, die er von 1767 bis 1768 ediert hatte, sowie von Jacques Bertot. Obwohl die Religionskammer erklärte, sie habe nichts finden können, das Anlass zu einer Bestrafung gäbe, war Jean-Philippe Dutoit-Membrini so betroffen, dass er beschloss auszuwandern. Er verliess die Schweiz und liess sich in Frankfurt am Main nieder, lebte dort drei Jahre und kehrte dann nach Lausanne zurück.
Die Edition der Briefe und Schriften von Jeanne-Marie Bouvier de La Motte Guyon veröffentlichte er in mehreren Bänden.
Nach Fleischbeins Tod 1774 scharte er in Lausanne die Gruppe der sogenannten Anhänger der Lehre vom Inneren (fidèles de la doctrine de l'intérieur) um sich, die auch als Lausanner Mystikerkreis (cercle mystique de Lausanne) bekannt wurde.
Er strebte nach einem wahren, innerlichen Christentum im Gegensatz zu einer äusseren Religion und einem historischen Glauben.
Seine Schriften wurden auch noch nach seinem Tod veröffentlicht.

## Schriften (Auswahl)
- Oeuvres théosophiques et spirituelles. 1760.
- Discours sur la vie et les écrits de Mme Guyon. 1760.
- De l'onanisme: au discours philosophique et moral sur la luxure artificielle & sur tous les crimes relatifs. Lausanne 1760.
- Sermons de Théophile. 1764.
- Anecdotes et réflexions. 1768.
- Les opuscules spirituels de Madame J. M. B. de La Mothe-Guyon.
  - Band 1. 1790.
  - Band 2. 1790.
- Discours sur la vie et les écrits de Madame Guyon. 1790.
- De l'origine, des usages, des abus, des quantités et des mélanges de la raison et de la foi.
  - Band 1. Lausanne 1792.
  - Band 2. Paris 1792.
- La Philosophie Divine.
  - Band 1. 1793.
  - Band 2. 1793.
  - Band 3. 1793.
- Le combat couronné après la victoire ou l'entrée triomphante de Jésus-Christ. Lausanne 1799.
- La Philosophie chrétienne exposée éclaircie, démontrée et appuyée sur l'immuable baze de la révélation, ou la véritable réligion pratique.
  - Band 1. 1800.
  - Band 2. 1800.
  - Band 3. 1800.
  - Band 4. 1800.
  - Band 5. 1800.
- La science du Christ et de l'homme.
  - Band 1. 1810.
  - Band 2. 1810.
- Les Trois caracteres primitifs des hommes. 1820.
- Die himmlische Philosophie von Keleph Ben Nathan (mitgeteilt von Christoph Bernhard Schlüter). Münster 1845.